# Telangána
Telangána (telugsky తెలంగాణ, urdsky تلنگانہ‎) je jeden z indických států. Vznikl v červnu 2014 jako v pořadí 29. stát Indie odtržením od státu Ándhrapradéš rozhodnutím vládnoucí Spojené pokrokové koalice v čele s Indickým národním kongresem. Nachází se severně od Ándhrapradéše na Dekánské plošině severovýchodně od Karnátaky, jihovýchodně od Maháráštry a jihozápadně od Čhattísgarhu. Metropolí státu je Hajdarábád, který je od vzniku státu na deset let společným hlavním městem Telengány a Ándhrapradéše.

## Historický přehled
Většina Telangány, respektive oblast ležící na pravém břehu řeky Gódávarí, byla do roku 1956 součástí státu Hajdarábádu, zatímco území na levém břehu řeky náleželo do roku 1956 ke státu Ándhra. 

## Reálie
Oblast má rozlohu 114 840 čtverečních kilometrů a v roce 2011 v ní žilo zhruba 35 miliónů obyvatel. Převážná většina obyvatel jsou hinduisté (86 %) a nejrozšířenějším jazykem je telugština (77 %). Dalšími rozšířenými jazyky jsou urdština (12 %) a maráthština (2 %). Dalšími rozšířenými náboženstvími jsou islám (12,4 %), přičemž mluvčí urdštiny se víceméně kryjí s muslimy, a křesťanství (1,2 %).